# W okopach Stalingradu
W okopach Stalingradu (ros. В окопах Сталинграда) – powieść Wiktora Niekrasowa opowiadająca o obronie Stalingradu przez Armię Czerwoną przed nacierającymi wojskami Niemiec i ich sojuszników w latach 1942–1943. Pierwszy raz opublikowano ją w 1946 roku w czasopiśmie „Znamia”. Książka została wyróżniona Nagrodą Stalinowską (1947). Utwór był kilkakrotnie wznawiany w dużych nakładach, jednak po pozbawieniu autora obywatelstwa radzieckiego, usunięto go z publicznych bibliotek w ZSRR, niewielką część egzemplarzy przeniesiono do specjalnego magazynu, a pozostałe poddano przerobieniu na makulaturę. W 1989 roku w ramach pieriestrojki zniesiono ograniczenia cenzury, a ocalałe książki przekazano do zbiorów ogólnodostępnych.
W Polsce „ludowej” książka została wydana po raz pierwszy w 1948 roku, była wielokrotnie wznawiana.

## Historia publikacji
Lilianna Łungina przypomniała słowa Niekrasowa, że nie liczył on szczególnie na publikację jego książki. Według wspomnień Grigorija Swirskiego rękopis powieści trafił w ręce krytyka Władimira Aleksandrowa, który zlecił jego druk według przyjętych standardów, a następnie położył na biurku Aleksandra Twardowskiego; sam Niekrasow również dziękuje Aleksandrowowi za pomoc w publikacji powieści w swojej książce wspomnieniowej „Saperlipopet”. Twardowski polecił rękopis, pierwotnie zatytułowany Na krańcu świata, do opublikowania najpierw w wydawnictwie „Pisarz radziecki”, a po otrzymaniu odmowy – w redakcji czasopisma „Znamia”. Powieść, przemianowaną na Stalingrad, szybko opublikowano w numerach 8–10 tego czasopisma w 1946 roku. Pod tym samym tytułem została wydana jako samodzielna książka w tym samym roku przez wydawnictwo „Moskiewski Robotnik”. Wszystkie kolejne wydania nosiły zmieniony tytuł W okopach Stalingradu.
W 1962 roku, kiedy książka została wznowiona, na prośbę Goslitizdat (reprezentowanego przez jego dyrektora Grigorija Władykina), usunięto z niej niektóre odniesienia do Stalina, ale Niekrasow odmówił całkowitego podporządkowania się tym żądaniom, pisząc do Władykina: „Żądali [ode mnie], abym wstawił do powieści specjalny rozdział poświęcony Stalinowi. Wtedy odmówiłem. Teraz żądają ode mnie czegoś przeciwnego, ale i na to się zgodzić nie mogę. Nie chcę grzeszyć przeciwko prawdzie”.
Książka została wydana w łącznym nakładzie kilku milionów egzemplarzy i przetłumaczona na 36 języków. Ostatnia książka Niekrasowa wydana w ZSRR, W życiu i w literaturze, ukazała się w 1971 roku. Potem najpierw wprowadzono nieoficjalny zakaz publikacji jego nowych utworów, a od 1976 roku (rozporządzenie Gławlita nr 31 z 13 sierpnia 1976), z powodu emigracji autora, wszystkie dotychczas opublikowane książki zaczęto wycofywać z bibliotek. Na liście książek zakazanych powieść W okopach Stalingradu została wymieniona z adnotacją: „Wszystkie wydania we wszystkich językach”.

## Treść

### Czas i miejsce akcji
Opisane w książce wydarzenia obejmują okres działań wojennych od lipca 1942 do lutego 1943 roku, kiedy to pod naciskiem armii niemieckiej i jej sojuszników oddziały Armii Czerwonej, tworząc a następnie porzucając linie obronne w rejonie Charkowa i rzeki Oskoł, wycofały się za Don, aby stoczyć ostateczną walkę w rejonie Stalingradu. W tym właśnie okresie, 28 lipca 1942 roku, Józef Stalin podpisał rozkaz nr 227, w którym apelował: „Ani kroku wstecz!”.

### Wątki autobiograficzne
Wydarzenia zostały przedstawione z perspektywy porucznika sapera Jurija Kierżencowa, którego życiorys zawiera niektóre fakty z życia Wiktora Niekrasowa – obaj są mieszkańcami Kijowa, architektami w cywilu, powołanymi do służby wojskowej jako inżynierowie wojskowi. W geografii i ocenach wydarzeń Kierżencew odzwierciedla osobiste wrażenia ze szlaku bojowego autora, który walczył zarówno pod Stalingradem, jak i na Ukrainie.
Wśród nielicznych konkretnych dat wymienionych w książce znajduje się data urodzin Kierżencewa – 19 listopada. W tym dniu Rosyjski Kościół Prawosławny obchodzi wspomnienie liturgiczne męczennika Wiktora.

### Wydarzenia i bohaterowie
W miarę rozwoju fabuły, kluczowe wątki powieści poświęcone są:
- walkom inżyniera wojskowego Kierżencewa, który zapewniał osłonę bojową wycofującemu się pułkowi, a następnie wraz z grupą żołnierzy osłaniał batalion, który próbował odnaleźć swój pułk w chaosie panującym na froncie;
- dotarciu Kierżencewa i jego przyjaciela Igora Swiderskiego do Stalingradu, który nie został jeszcze dotknięty działaniami wojennymi, i kilku dniom niemal zupełnie spokojnego życia w tym mieście;
- przygotowaniu saperów do wysadzenia Stalingradzkiej Fabryki Traktorów;
- skierowaniu Kierżencewa do oddziału inżynieryjnego na prawym brzegu Wołgi i jego udziałowi w walkach na Kurhanie Mamaja już jako dowódcy batalionu strzeleckiego.

Wojenne losy łączą Kierżencewa z różnymi postaciami. Wśród nich są zawodowi wojskowi, którzy wzbudzają najczęściej sympatię i podziw głównego bohatera: major Borodin, kapitan Maksimow, dowódca batalionu Szirjajew, dowódca rozpoznania korpusu piechoty morskiej sierżant major Czumak czy piechur Wołogow („Walega”), a także poborowi powołani prosto z cywila, których Kierżencew ocenia bardzo pozytywnie – dowódca kompanii, intelektualista i matematyk Farber czy górnik z Suchanu o nazwisku Karnauchow.
Kierżencew żywi natomiast antypatię do oficera sztabowego Abrasimowa, z którego winy w samobójczym ataku bezsensownie zginęli żołnierze oraz do oportunisty Kałużnego, który podczas ataku Niemców zniszczył swoje insygnia oficerskie i zaopatrzył się w cywilne ubrania, demagogicznie tłumacząc się tym, że „musimy się chronić – nadal możemy być użyteczni dla naszej ojczyzny”. W tej samej grupie znajdują się także otwarci dezerterzy, żołnierze Sidorenko i Kwast.

## Miejsce w literaturze
Jako powiedział Kierżencew, porte-parole Wiktora Niekrasowa: „Są szczegóły, które pamięta się przez całe życie. Małe, pozornie nieistotne, w jakiś sposób cię zjadają, rosną w coś wielkiego, znaczącego, stają się czymś w rodzaju symbolu”.
Wchłonąwszy takie symbole, powieść W okopach Stalingradu stała się jedną z pierwszych książek fabularnych o II wojnie światowej napisanych przez bezpośrednich uczestników działań wojennych, tak wiernie, jak było to możliwe w ówczesnych warunkach. Książka legła u źródeł całego prądu literackiego, który we współczesnym literaturoznawstwie przyjął nazwę „prozy porucznikowskiej” i łączy w sobie dzieła, których autorami i bohaterami byli młodzi żołnierze frontowi, przeważnie młodsi oficerowie, którzy na własnej skórze poznali „prawdę okopów”.

## Opinie i oceny
Mimo że oficjalni krytycy początkowo nie zaakceptowali książki, to po przeczytaniu jej przez Stalina, w 1947 roku Wiktor Niekrasow otrzymał za nią Nagrodę Stalinowską II stopnia. Pisarz przekazał nagrodę pieniężną przysługującą laureatowi Nagrody Stalinowskiej na zakup wózków inwalidzkich dla byłych żołnierzy frontowych.
Później wspominał: „Z nieznanych mi przyczyn Fadiejew nie zareagował na tę powieść zbyt przychylnie. Opowiedział mi o tym później Wsiewołod Witalijewicz Wiszniewski, który był redaktorem czasopisma «Znamia» i opublikował, muszę przyznać, tę powieść bez żadnych poprawek i zmian. Ale potem, kiedy wydarzyło się coś zupełnie nieoczekiwanego – dostałem Nagrodę Stalinowską – zadzwonił do mnie Wsiewołod Witalijewicz, zamknął wszystkie drzwi, chyba nawet wyłączył telefon i powiedział: «Wiktorze Płatonowiczu, wiesz, co się wydarzyło dziwnego?» (On sam był członkiem Komitetu Nagrody Stalinowskiej). «Przecież wczoraj wieczorem, na ostatnim posiedzeniu Komitetu, Fadiejew skreślił twoją powieść, a dziś się ona ukazała. Tylko jedna osoba mogła dodać ją do listy w ciągu jednej nocy. I ten człowiek to zrobił».
8 stycznia 1956 roku Warłam Szałamow, który nigdy nie był na froncie, napisał do Borisa Pasternaka o powieści W okopach Stalingradu: „To chyba jedyna książka o wojnie, w której podjęto najbardziej nieśmiałą próbę pokazania czegoś takim, jakie było [naprawdę]”.
Andriej Płatonow wystawił powieści wysoką ocenę: „Książka Wiktora Niekrasowa zbliża się do prawdy rzeczywistości, a jej słowa są testowane przez ludzkie serce, które przetrwało wojnę; to stanowi siłę książki i sprawia, że czytelnik ufa autorowi. [...] W samym opisie naszych żołnierzy autorowi udało się ujawnić tajemnicę naszego zwycięstwa”.
Jeszcze bardziej zdecydowany był Daniił Granin: „«W okopach Stalingradu» Wiktora Niekrasowa to nieskazitelna prawda”.
Jeden z autorów „prozy porucznikowskiej” Wasilij Bykow napisał, że Niekrasow, który wykazał „słuszność i wysoką istotę indywidualności na wojnie […] widział w wojnie inteligenta [….], potwierdził swoją słuszność i swoje znaczenie jako nosiciela wartości duchowych w warunkach tak mało sprzyjających jakiejkolwiek duchowości”.
Poeta-frontowiec Boris Słucki uważał, że „powieść W. Niekrasowa wyprzedziła swoją epokę literacką, w wielu aspektach wyprzedzając [nawet] nasze czasy”.
Liczne prace rosyjskich literaturoznawców poświęcone są badaniu cech artystycznych i znaczenia tej powieści.

## Adaptacja ekranowa
Na podstawie tej historii i scenariusza Niekrasowa w 1956 roku nakręcono film fabularny Sołdaty, który otrzymał nagrodę Wszechzwiązkowego Festiwalu Filmowego. Innokientij Smoktunowski zagrał w tym filmie jedną ze swoich pierwszych dużych ról filmowych.
Ciekawostka: we włoskim filmie Blef z 1976 roku bohater filmu Feliks, grany przez Adriano Celentano, kładzie stare monety na książce W okopach Stalingradu (około 81 minuty filmu), co jest anachronizmem, ponieważ akcja filmu rozgrywa się w latach 30. XX wieku.

## Pamięć
W marcu 2023 roku Muzeum Akademii Sztuk Pięknych w Petersburgu otworzyło wystawę W okopach Stalingradu, poświęconą 80. rocznicy zwycięskiego zakończenia bitwy stalingradzkiej. Po raz pierwszy szerokiej publiczności zaprezentowano 12 ilustracji do powieści Wiktora Niekrasowa – w 1955 roku była to praca dyplomowa studenta akademii Filipa Machonina.